# Eppan an der Weinstraße
Eppan an der Weinstraße (italià Appiano sulla Strada del Vino) és un municipi italià, dins de la província autònoma de Tirol del Sud. És un dels municipis del districte d'Überetsch-Unterland. L'any 2007 tenia 13.491 habitants. Comprèn les fraccions de Frangart (Frangarto), Girlan (Cornaiano), Missian (Missiano), Montiggl (Monticolo), Perdonig (Predonico), St. Michael (San Michele), St. Pauls (San Paolo), Unterrain (Riva di Sotto). Limita amb els municipis d'Andrian (Andriano), Bozen, Kaltern (Caldaro), Nals (Nalles), Terlan (Terlano), Unsere Liebe Frau-St. Felix (Senale-San Felice), Pfatten, Cavareno, Fondo, Malosco, Sarnonico, i Ronzone.

## Situació lingüística
| Pertinença lingüística (cens 2001) | 87,16% alemany |
| Pertinença lingüística (cens 2001) | 12,47% italià  |
| Pertinença lingüística (cens 2001) | 0,37% ladí     |

## Administració
| Període | Identitat     | Partit |
| ------- | ------------- | ------ |
| 2004-   | Franz Lintner | SVP    |

## Personatges il·lustres

Territori comunal

- Sepp Kerschbaumer
- Friedrich von Tessmann
- Herbert Rosendorfer